# Archaeocrunoecia validicornis
Archaeocrunoecia validicornis is een fossiele soort schietmot uit de familie Lepidostomatidae.